# Robert Le Bourgeois
Robert Le Bourgeois, né le 12 novembre 1969 à Dieppe, est un homme politique français, membre du Rassemblement national et député de la 10e circonscription de Seine-Maritime.

## Biographie

### Formation et parcours professionnel
Né à Dieppe le 12 novembre 1969, Robert Le Bourgeois est le fils d'un agriculteur et d'une infirmière. 
Diplômé de Sciences-Po Paris en 1992. Il se consacre à une carrière professionnelle comme cadre commercial dans les services financiers (financement des PME et des collectivités locales).

### Parcours politique
Lors des élections municipales de 1995, il mène la liste du Front national à Dieppe.
Il siège au conseil régional de Haute-Normandie entre 2003 et 2004 à la suite du décès de son colistier.
Candidat aux élections législatives de 2024 dans la dixième circonscription de la Seine-Maritime, il gagne au second tour face au candidat sortant Horizons Xavier Batut avec 51.66 % des suffrages exprimés. 